# Al-Wehda Club Mekka
Al-Wehda Club Mekka (arab. نادي الوحدة) – saudyjski klub piłkarski z siedzibą w Mekce.

## Historia
Klub Al-Wehda założony został w 1945. Pierwszy poważny sukces odniósł w 1957 roku, stając się właścicielem pierwszego w historii Pucharu Króla Arabii Saudyjskiej, a następnie przez 4 kolejne lata, dotarł do finału Pucharu, w 1966 zdobył go po raz drugi. Ostatni (na razie) ważnym sukcesem klubu było dotarcie w 1973 roku do finału Pucharu następcy tronu Arabii Saudyjskiej.
Najbardziej znanymi piłkarzami w historii Al-Wehda są Obeid Al-Dosari oraz Mejdi Traoui.

## Sukcesy
- Puchar Króla Arabii Saudyjskiej - 2: 1957, 1966.
- Puchar następcy tronu Arabii Saudyjskiej - 1: 1960